# Mattias Rönngren
Mattias Rönngren (ur. 22 listopada 1993 w Åre) – szwedzki narciarz alpejski, wicemistrz świata. Zadebiutował w Pucharze świata 12 grudnia 2014 roku w Åre, gdzie nie ukończył pierwszego przejazdu w gigancie. Pierwsze punkty zdobył 12 stycznia 2019 roku w Adelboden, zajmując 27. miejsce w tej samej konkurencji. Na mistrzostwach świata w Cortinie d’Ampezzo w 2021 roku wspólnie z Estelle Alphand, Williamem Hanssonem, Sarą Hector, Kristofferem Jakobsenem i Jonną Luthman zdobył srebrny medal w zawodach drużynowych. Na tej samej imprezie był też między innymi piętnasty w gigancie równoległym.

## Osiągnięcia

### Igrzyska olimpijskie
| Miejsce | Dzień     | Rok  | Miejscowość | Konkurencja | Czas biegu | Strata | Zwycięzca      |
| ------- | --------- | ---- | ----------- | ----------- | ---------- | ------ | -------------- |
| DNF2    | 13 lutego | 2022 | Pekin       | Gigant      | 2:09,35    | -      | Marco Odermatt |

### Mistrzostwa świata
| Miejsce | Dzień     | Rok  | Miejscowość       | Konkurencja       | Czas biegu | Strata | Zwycięzca            |
| ------- | --------- | ---- | ----------------- | ----------------- | ---------- | ------ | -------------------- |
| 27.     | 17 lutego | 2017 | Sankt Moritz      | Gigant            | 2:13,31    | +3,99  | Marcel Hirscher      |
| 25.     | 6 lutego  | 2019 | Åre               | Supergigant       | 1:24,20    | +1,78  | Dominik Paris        |
| DNF1    | 15 lutego | 2019 | Åre               | Gigant            | 2:21,16    | -      | Henrik Kristoffersen |
| DNF     | 11 lutego | 2021 | Cortina d’Ampezzo | Supergigant       | 1:19,41    | -      | Vincent Kriechmayr   |
| DNF1    | 15 lutego | 2021 | Cortina d’Ampezzo | Superkombinacja   | 2:05,86    | -      | Marco Schwarz        |
| 15.     | 16 lutego | 2021 | Cortina d’Ampezzo | Gigant równoległy | -          | -      | Mathieu Faivre       |
| 2.      | 17 lutego | 2021 | Cortina d’Ampezzo | Zawody drużynowe  | -          | -      | Norwegia             |
| DNF2    | 19 lutego | 2021 | Cortina d’Ampezzo | Gigant            | 2:05,86    | -      | Mathieu Faivre       |

### Mistrzostwa świata juniorów
| Miejsce | Dzień     | Rok  | Miejscowość | Konkurencja | Czas biegu | Strata | Zwycięzca               |
| ------- | --------- | ---- | ----------- | ----------- | ---------- | ------ | ----------------------- |
| DSQ     | 2 marca   | 2012 | Roccaraso   | Zjazd       | 1:11,99    | -      | Ryan Cochran-Siegle     |
| 26.     | 3 marca   | 2012 | Roccaraso   | Supergigant | 1:02,73    | +1,91  | Ralph Weber             |
| 23.     | 22 lutego | 2013 | Québec      | Zjazd       | 1:30,95    | +2,98  | Nils Mani               |
| 45.     | 24 lutego | 2013 | Québec      | Supergigant | 58,49      | +2,40  | Thomas Mayrpeter        |
| 21.     | 25 lutego | 2013 | Québec      | Gigant      | 2:20,75    | +3,41  | Aleksander Aamodt Kilde |
| DNF2    | 4 marca   | 2014 | Jasná       | Gigant      | 2:03,14    | -      | Henrik Kristoffersen    |
| DNS1    | 5 marca   | 2014 | Jasná       | Slalom      | 1:37,21    | -      | Henrik Kristoffersen    |

### Puchar Świata

#### Miejsca w klasyfikacji generalnej
- sezon 2018/2019: 145.
- sezon 2019/2020: 93.
- sezon 2020/2021: 110.
- sezon 2021/2022: 110.

#### Miejsca na podium
Rönngren nigdy nie stanął na podium zawodów PŚ.